# Сейфи, Талгат Фатыхович
Талгат Фатыхович Сейфи (12 мая 1916 года — 8 июля 1969 года) — советский инженер, учёный и организатор производства, инициатор создания (совместно с А. И. Ярошенко) системы управления качеством, известной как «Качество, Надёжность, Ресурс С Первых Изделий» (КАНАРСПИ).

## Биография

### Ранние годы
Родился 12 мая 1916 года в городе Малмыж Вятской губернии в семье учителей. В шесть лет остался без родителей. Родственники перевозили его с места на место — так он оказался в Казани, где и окончил школу. После школы поступил в железнодорожное училище, а после его окончания три года проработал кондуктором в трамвайном парке.

### Работа в авиационной промышленности
В 1931 году начал трудовую деятельность в Казанском энергетическом институте в качестве лаборанта. В 1932—1933 годах работал контролёром по ремонту трамваев в трамвайном депо. В 1933 году поступает в Казанский авиационный институт на факультет самолётостроения. В конце 1930-х годов был репрессирован его тесть. Сейфи предложили отказаться от семьи, в противном случае он не смог бы работать по специальности. Однако написанное Сейфи письмо тогдашнему генеральному секретарю ЦК ВКП(б) позволило ему избежать неприятностей.
В 1939 году после окончания института направлен на завод «Саркомбайн» в Саратов, где работал до 1948 года конструктором, начальником группы, зам. начальника отдела, начальником БТК, начальником цеха.
В 1948 году после окончания Всесоюзной промышленной академии переведён на должность зам. директора и главного инженера машиностроительного завода «Прогресс» в город Арсеньев Приморского края.
В 1951 году назначен заместителем директора — главным инженером Дальневосточного машиностроительного завода № 126 в г. Комсомольске-на-Амуре. Это был сложный период освоения и выпуска реактивного истребителя МиГ-15. В эти годы Сейфи выступил инициатором организации учреждений высшего образования в Комсомольске-на-Амуре, оказывал практическую помощь в подборе кадров преподавателей и организации учебного процесса в местном заочном политехническом институте.
В 1956 году переведён в г. Горький на авиационный завод им. Серго Орджоникидзе на должность главного инженера. Под руководством Т. Ф. Сейфи и А. И. Ярошенко на Горьковском авиационном заводе разработана система КАНАРСПИ, реализующая следующие принципы:
- создание опытного образца с заданными техническими показателями и заложенными основами надежности и долговечности;
- конструктивно-технологическая отработка и совершенствование конструкций изделия в процессе создания серийного образца, дальнейшее повышение его качества и надёжности в процессе серийного производства;
- применение прогрессивных технологических процессов и их системное совершенствование;
- разработка и внедрение эффективных организационных форм, методов и средств контроля качества продукции;
- обеспечение эксплуатации изделия на высоком техническом уровне.

Под техническим руководством Сейфи поставлены на серийное производство реактивные самолёты МиГ-21 первого поколения. Он также был активным участником процесса перехода на принципиально новую технологию производства цельносварных самолётов МиГ-25 из титановых сплавов.
В 1962 году Сейфи защитил кандидатскую диссертацию на тему «Повышение эксплуатационной надёжности техники». На следующий год решением ВАК утвержден в учёном звании доцента Горьковского политехнического института по кафедре «Технология машиностроения». Здесь же он являлся членом ГЭК по защите дипломных проектов выпускников института.

### Смерть
Последние годы Талгат Фатыхович Сейфи жил в Горьком. Он скоропостижно скончался 8 июля 1969 года. Похоронен в Горьком на кладбище Марьина Роща.

## Награды
- Орден Красной Звезды (1945)
- Медаль "За доблестный труд в Великой Отечественной войне 1941-1945 гг." (1946)
- Орден Трудового Красного Знамени (1957)
- Орден Ленина (1966)

## Память
- 22 октября 2015 года в Московском районе Нижнего Новгорода была установлена мемориальная доска в часть Т. Ф. Сейфи по адресу улица Чаадаева, дом 20[6].
- В честь 100-летия со дня рождения Т. Ф. Сейфи была выпущена юбилейная медаль НАЗ «Сокол», в числе награжденных которой В. А. Лапидус, генеральный директор ЗАО "Центр «Приоритет»[7].
- С 1972 на Горьковском авиационном заводе присуждаются премии имени создателей системы КАНАРСПИ (Т. Ф. Сейфи и А. И. Ярошенко)[8].